# Taylor Seager-Green
Pour les articles homonymes, voir Seager-Green.
Taylor Seager-Green né le 29 avril 2000, est un joueur britannique de hockey sur gazon.

## Carrière
- Il fait partie de l'équipe nationale première pour concourir à la Ligue professionnelle 2021-2022[2].